# Aravind Adiga
Aravind Adiga (ಅರವಿಂದ ಅಡಿಗ, n. 23 octombrie 1974, Chennai, India) este un jurnalist și scriitor indian.
Cu primul său roman The White Tiger (rom: Tigrul alb) câștigă în 2008 Premiul Booker.
Aravind Adiga se naște ca fiu al medicului K. Madhava și a Usha Adiga în Chennai și crește în Mangalore. Emigrează împreună cu familia în 1990 în Sydney unde va frecventa colegiul St. Aloysius. Apoi va studia la James Ruse Agricultural High School. Mai târziu Adiga studiază Literatură engleză la Universitatea Columbia, New York, cu Simon Schama și la Magdalen College, Universitatea Oxford cu Hermione Lee. Își termină studiul în 1997. De atunci lucrează ca jurnalist în Asia și trăiește în Mumbay.
Aravind Adiga este al patru-lea deținător al premiului Booker, după Kiran Desai, Arundhati Roy și Salman Rushdie.

## Opere
- 2008 The White Tiger, roman, Atlantic Books, ISBN  978-1-84354-722-8
- 2008 Between the Assassinations (12 verbundene short stories), Picador
- 2011 Last Man in Tower . Atlantic Books

## Opere traduse în limba română
- Tigrul alb, Editura RAO, 2009, ISBN 978-9-735-40049-1